# Mesocerea distincta
Mesocerea distincta är en fjärilsart som beskrevs av Rothschild 1911. Mesocerea distincta ingår i släktet Mesocerea och familjen björnspinnare. Inga underarter finns listade i Catalogue of Life.